# Lovro Radonić
Lovro Radonić, hrvatski vaterpolist, dvostruki osvajač srebrne medalje na Olimpijskim igrama u Helsinkiju 1984. i u Melbourneu 1988. godine.
U kategoriji veterana izabran je 2019. godine u Kuću slave splitskog športa.